# Skiway Col
Skiway Col är ett bergspass i Antarktis. Det ligger i Västantarktis. Argentina, Chile och Storbritannien gör anspråk på området. Skiway Col ligger 105 meter över havet.
Terrängen runt Skiway Col är huvudsakligen kuperad, men österut är den platt. Havet är nära Skiway Col söderut. Trakten är glest befolkad. Närmaste befolkade plats är Rothera Research Station, 4,2 kilometer sydost om Skiway Col.